# Windows Phone
（簡稱WP）是微软已停止开发的一个面向智能手机的移动操作系统系列，其为Windows Mobile与Zune的继任者，界面采用被称为“Metro UI”的扁平化设计语言。相较于企业取向的Windows Mobile而言，Windows Phone更着重于消费级市场。
Windows Phone的初代版本Windows Phone 7发布于2010年，首批搭载该系统的设备于当年10月上市。二代版本Windows Phone 8则发布于2012年，其使用与桌面版Windows相同的Windows NT内核取代了Windows Phone 7基于Windows CE的内核。正因如此，所有搭载Windows Phone 7的设备都不支持升级至Windows Phone 8，尽管Windows Phone 8仍然支持所有为Windows Phone 7开发的应用程序。2014年，微软又发布了Windows Phone 8.1，引入了虚拟助理小娜以及对Windows Runtime的支持，使开发者能够开发同时支持桌面端Windows与Windows Phone的跨平台应用程序。
2015年，为了配合Windows 10的“平台统一”战略，微软抛弃了Windows Phone品牌，转而推出了Windows 10 Mobile，不过，从技术层面来看，其仍是Windows Phone系列的延续，并且部分Windows Phone 8.1设备也可收到Windows 10 Mobile的更新。微软在Windows 10 Mobile中力推通用Windows平台应用，还引入了桌面扩展模式"Continuum"。
微软为推广该平台付出了许多努力，与诺基亚合作推出的Lumia系列产品也被认为是微软移动战略中很重要的一部分。而微软最终也于2013年以72亿美元的价格收购了诺基亚移动设备业务，诺基亚的时任首席执行官斯蒂芬·埃洛普也随这场交易而重返微软，微软还曾计划向开发者推出能便于将Android和iOS应用移植至Windows 10 Mobile的工具，通用Windows平台也是微软为带动Windows Phone应用生态所做的努力。
尽管如此，从Windows Phone到Windows 10 Mobile，该平台也始终未能取得成功。随着Android与iOS在移动平台上形成双头垄断，开发者对Windows Phone的兴趣也日益降低。2016年，在大量亏损和裁员之后，微软宣布将旗下移动部门转售予HMD Global与鸿海集团子公司富智康，不再开发任何新的手机硬件，同年Windows Phone的市场份额跌破1%。随后，2017年，微软宣布将不再继续为Windows 10 Mobile开发任何新功能，并最终于2020年1月停止了对Windows 10 Mobile的支持。

## 系统简介

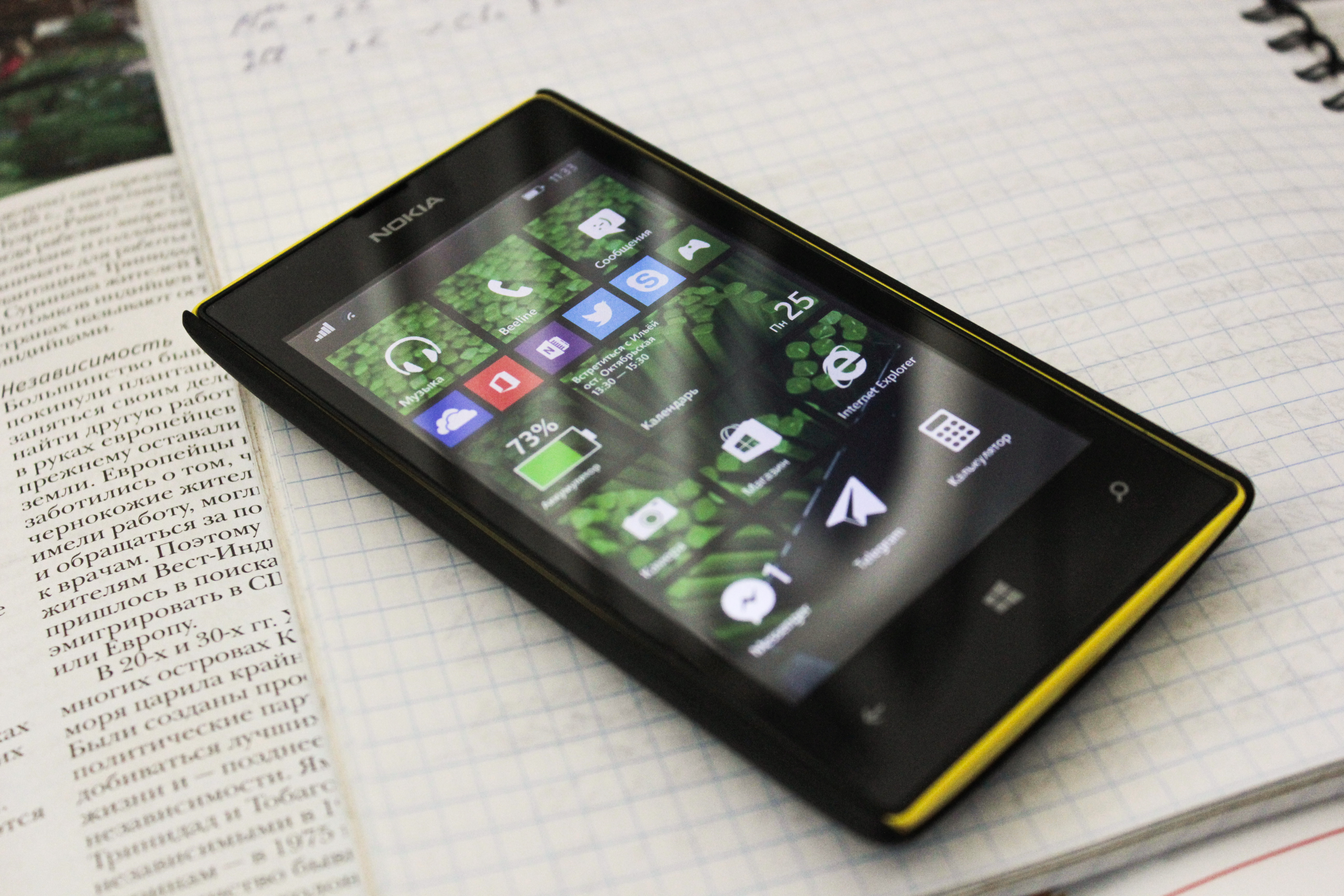
使用Windows Phone 8.1系统的诺基亚Lumia 520

Windows Phone具有桌面定制、圖標拖拽、滑動控制等一系列前衛的操作體驗。
其主螢幕透過提供類似儀表板的體驗來顯示新的電子郵件、訊息、未接來電、日曆約會等，讓人們對重要訊息保持時刻更新。它還包括一個增強的觸控螢幕界面，更方便手指操作；以及一個最新版本的IE Mobile浏覽器——該浏覽器在一項由微軟贊助的第三方調查研究中，和參與調研的其它浏覽器和手機相比，可以執行指定任務的比例超過高達48%。史蒂夫-鮑爾默表示：「全新的Windows手機把網絡、個人電腦和手機的優勢集于一身，讓人們可以隨時隨地享受到想要的體驗。」

### 事記
2010年10月11日晚上9點30分，微軟公司正式發布了智慧型手機作業系統Windows Phone，版本7.0。為接续旧版Windows Mobile 6系列，所以称为Windows Phone 7。
2011年2月，诺基亚與微軟達成全球戰略同盟並深度合作共同研發Windows Phone。2011年9月27日，微軟發布Windows Phone 7.5，相比Windows Phone 7做了许多改善。2012年6月21日，微軟正式發布Windows Phone 8，採用和Windows 8相同的Windows NT內核，因为内核的改变，所有Windows Phone 7.5手機都將無法升級至Windows Phone 8，但同時也針對Windows Phone 7.5發布Windows Phone 7.8，拥有部分Windows Phone 8的特性，用以升级現有Windows Phone 7.5手機。2014年4月2日，微軟在Build 2014發表Windows Phone 8.1系統，發表時有說到Windows Phone 8.1可以向下相容，使用Windows Phone 8手機的使用者全部可升級到Windows Phone 8.1，2014年7月，微软发布Windows Phone 8.1更新1，相比Windows Phone 8.1在功能上有所增强，同时针对特定功能放开区域限制。2015年4月11日，就在Windows 10手机预览版大面积推送时，第一阶段推送了Windows Phone 8.1更新2，相比Windows Phone 8.1更新1，部分界面有所更改。
2015年5月13日，微软公布了Windows 10系统的版本SKU，Windows 10 Mobile就是Windows 10的行動版正式名称，意味自2010年-2016年的Windows Phone手机系统正式結束。微软曾经在2014年9月在Twitter指所有Windows Phone 8手機皆能免費升級至Windows 10 Mobile，但是在2016年3月17日只為18款Windows Phone 8.1设备提供Windows 10 Mobile升級，沒有第二波更新計劃，其余透过预览版通道升级至Windows 10 Mobile的手机将处于不受支持状态。

### 發展
2010年2月，微軟正式向外界展示Windows Phone作業系統。2010年10月，微軟公司正式發布Windows Phone智慧型手機作業系統的第一個版本Windows Phone 7，簡稱WP7，並于2010年底發布了基于此平台的硬體設備。主要生産廠商有：三星、HTC和諾基亞等，從而宣告了Windows Mobile系列徹底退出了手機市場。Windows Phone 7完全放棄了Windows Mobile的操作界面，而且程序互不兼容，並且微軟完全重塑了整套系統的代碼和視覺，但由於其擔心移動産品和整體品牌的連續性，一開始才將其命名爲“Windows Phone 7”。Windows Phone 7曾于2010年2月16日更名爲“Windows Phone 7 Series”，其後再于4月2日取消“Series”，改回“Windows Phone 7”。
2011年9月27日，微軟發布了Windows Phone系統的重大更新版本「Windows Phone 7.5」，首度支持簡體中文與正體中文。Windows Phone7.5是微軟在Windows Phone 7的基礎上大幅優化改進後的升級版，其中包含了許多系統修正和新增的功能，以及包括了正體中文和簡體中文在內的17種新的顯示語言。諾基亞亦開始生產Windows Phone 7.5系統的智慧型手機，早期發佈的智慧型手機是Nokia Lumia 800及Nokia Lumia 710。
2012年6月21日，微軟召開發布會，正式發布全新作業系統Windows Phone 8。Windows Phone 8放棄了老舊的WinCE內核，改用與Windows 8相同的NT內核。Windows Phone 8系統也是第一個支持多核CPU的WP版本，宣布Windows Phone進入多核時代。由於內核變更，Windows Phone 8將不支持市面上所有的Windows Phone 7.5系統手機升級，而Windows Phone 7.5系統手機只能升級到Windows Phone 7.8系統（微軟表示Nokia Lumia用戶升級到Windows Phone 7.8還會得到額外的優化）。
2012年10月30日凌晨1點，微軟正式召開Windows Phone 8新品發布會，公佈Windows Phone 8諸多新特性。同期發布的Windows Phone 8機型為諾基亞Lumia 920，Lumia 820，Lumia 822，Lumia 810，HTC 8X，HTC 8S，三星Ativ S，其他Windows Phone 8新機華為Ascend W1，諾基亞Lumia 520，Lumia 620，Lumia 720。

### 合作夥伴

#### 發佈夥伴
2010年10月11日，微軟執行長史蒂夫·巴爾默發佈了十款運行Windows Phone的裝置，分別由HTC、戴爾，三星和LG等廠商製作，並於同年10月21日在歐洲和澳洲地區；11月8日在美國地區開始銷售。當時在30個國家中，共計有60個電信公司支援或販售該十款裝置，並預計在2011年將會發行更多款式的裝置。

#### 和諾基亞的深度合作
2011年2月11日，諾基亞在英國倫敦宣布與微軟達成戰略合作關係。諾基亞手機將采用Windows Phone系統，並且將參與該系統的研發。Windows Phone將是諾基亞未來數年在智慧型手機的作業系統，並在該平台上，在諾基亞處於市場領先地位的領域進行創新，如拍照等；諾基亞將協助推動和定義Windows Phone的未來。諾基亞將向微軟提供硬體設計和語言支持方面的專業技術，並協助Windows Phone手機豐富價格定位，獲得更多市占率，並進軍更多地區市場。會中也公佈了微軟和諾基亞間服務的整合，並特別提到Bing將會提供給諾基亞的裝置作為新的搜尋引擎、諾基亞自家地圖和Bing Maps之間的整合以及諾基亞Ovi商店和Windows Phone市集間的整合。此合作關係涉及了「版稅權的交手、市場營銷以及廣告收入的共享資金」，而微軟事後聲明這筆資金將會「數以億計」。而至今，諾基亞已經推出了數款運行Windows Phone的智慧型手機（即Lumia系列）。
2012年9月5日，在紐約諾基亞聯合微軟在微軟總部正式發布兩款Windows Phone 8手機—諾基亞Windows Phone 8旗艦手機Lumia 920和中階手機Lumia 820，這也表示著諾基亞與微軟的合作逐步加深，諾基亞成為Windows Phone的最堅決的支持者。
2013年2月25日，诺基亚几乎与MWC2013正式开展同时召开自己的新品发布会。这也是史蒂夫·艾洛普在接手诺基亚公司之后，第二次选择在MWC展会发布新产品，发布了诺基亚Lumia 720和Lumia 520。

#### 其它OEM合作夥伴
微軟於2011年5月25日發佈了更多即將合作發行Windows Phone的廠商。其中包括了諾基亞以外的Acer、富士通以及ZTE都預計將在Windows Phone的第一次重大更新發佈後發行他們所生產的Windows Phone裝置。
2012年6月，諾基亞、華為、三星及宏達國際電子成為微軟Windows Phone 8的第一批合作OEM廠商。

#### 授權與許可證
Windows Phone並不是免費的，手機廠商必須向微軟提交申請，並且獲得微軟的授權許可證之後才能使用Windows Phone系統。而想要獲得微軟的Windows Phone授權許可證，必須向微軟繳納一定的授權費。手機廠商每銷售出一台Windows Phone手機，都要向微軟繳納23美元至31美元不等的授權費用。但后来，微软实行免费政策，使更多OEM厂商加入Windows Phone阵营。

#### 中國
微軟於2012年3月21日在中國舉行Windows Phone中國發布會，但並未在系統中直接添加本土社交服務，而以Windows Live綁定中國國內社交網站帳號實現，尚有很大的限制。

## 版本歷史
| 系列 | 版本                  | 重要變更／事項 |
| ---- | --------------------- | --- |
| 7.0  | 7.0.7004              | 初始版Windows Phone 7。 |
| 7.0  | 7.0.7008              | 更新軟體更新程式本身，藉此提高更新效率，這個更新在手機背景執行。 |
| 7.0  | 7.0.7390              | 代號「NoDo」更新，增加複製貼上功能，加快應用開啟速度，更深度整合Facebook。 |
| 7.0  | 7.0.7392              | 移除無效軟體憑證。 |
| 7.0  | 7.0.7403              | Windows Phone 7.5更新前期準備。 |
| 7.5  | 7.10.7720             | Windows Phone 7.5（Mango）更新，提供包括多工支援、Twitter整合、強化Bing Search等超過500項更新，並加入對正體中文、簡體中文、日文、韓文等多國語言支援。 |
| 7.5  | 7.10.7740             | 修正Microsoft Exchange Server 2003傳送電郵及接收留言時所遇到的問題。 |
| 7.5  | 7.10.8107             | 修正虛擬鍵盤突然消失等小毛病，新增對LTE网络的支援。 |
| 7.5  | 7.10.8773             | Windows Phone 7.5（Tango）更新，降低硬體要求，支援120種語言，並改善多媒體簡訊傳送功能。有關更新已逐步釋出。 |
| 7.5  | 7.10.8779             | 是7.10.8773（Tango）之後就出現的更新，但是提供使用者更新時間是在更新至Windows Phone 7.8（7.10.8858）之前安裝的一個小更新，主要是修復部分電子郵件同步問題。 |
| 7.8  | 7.10.8858             | 1. 全新的開始畫面，調整Live Tile的大小（小、中或大），擁有可完全自訂的開始畫面。大型Tile提供更多的資訊，例如新訊息的文字或約會的詳細資料。小Tile則很容易點選和執行。 2. 20種色彩，現在的輔色加倍，至少有20色，從紅與黃，到靛藍與鋼鐵，使得電話更生氣盎然。選擇的色彩會在開始畫面和電話裡所有地方顯示。 3. 鎖定畫面，利用Bing每一天的美妙新鎖定畫面影像，倘佯在異國景點中。 4. 諾基亞會爲Lumia系列帶來更多新特性（例如藍芽傳輸、鈴聲製作等等Windows Phone 8支援的功能）。 |
| 7.8  | 7.10.8860             | 7.10.8862之前更新。 |
| 7.8  | 7.10.8862             | 修正（的bug。 |
| 8.0  | 8.0.9900              | Windows Phone 8與Windows 8共享內核；开放原生代碼（C和C++）遊戲更是基于DirectX，支持Direct3D硬體加速；IE10行動浏覽器；添置諾基亞地圖+新增NFC功能，支援行動支付；WP8采用全新螢幕鎖定界面，可預覽Facebook圖集；增加兒童內容鎖功能；增加私密分享圈等。 |
| 8.0  | 8.0.10211             | GDR1（代號Portico）更新，增加無法接聽電話時以文字回覆功能；改善IE效能；讓WIFI在待命期間仍保持連線等。 |
| 8.0  | 8.0.10327             | GDR2更新：（Nokia在GDR2更新中加入更多功能，並且稱為Nokia Amber更新） 1. Xbox Music，現在可以輕鬆選取、下載和釘選音樂。此外，音樂愛好者還可以看到更準確的中繼資料（例如歌曲和專輯資訊）。 2. 調頻廣播電台，直接從音樂+影片中心收聽調頻廣播（並非所有電話上都可使用）。 3. Data Sense，使用Data Sense來掌握電話的資料使用量。您可以根據通話方案來設定限制，或只追蹤資料使用量最大的應用程式（並非所有手機都可獲得這功能）。 4. Skype，Lync和Skype之類的VoIP應用程式現在已經改進穩定性和效能。 5. Internet Explorer，改進的HTML 5相容性讓瀏覽網頁的體驗比以往更流暢。 6. 相機，现在已可以选用用户喜欢的相機應用程式，在按下相機功能鍵時自動開啟（並非所有電話上都可使用）。 7. 其他改良功能 |
| 8.1  | 8.1.341               | 添加多項新功能 |
| 10   | 10.0.10586.318 (1511) | - 專業版用戶可使用Windows Spotlight - 於「設定」應用程序中能查看撥打電話紀錄 - 啟用UWP應用 - 恆常安全更新 |
| 10   | 10.0.14393 (1607)     | |
| 10   | 10.0.15254 (1709)     | |

### Windows Phone 7
Windows Phone 7曾于2010年2月16日更名为“Windows Phone 7 Series”，其後再於4月2日取消“Series”，改回“Windows Phone 7”。

### Windows Phone 8
2012年6月20日，微軟揭露了代號為「Apollo」的Windows Phone 8，為Windows Phone 7的下一代行動作業系統。Windows Phone 8將會以新的Windows NT核心取代舊有以Windows CE為基礎的架構。它將和Windows 8有許多共用的元件，進而使得應用程式能夠在兩個平台之間更容易並行運作。
Windows Phone 8也將支援更高的解析度（包括1280x720以及1280x768）、多核心處理器、NFC（主要可用以分享檔案和進行付款）、Windows Phone 7應用程式的向下相容性、更佳的卸除式裝置檔案管理（能夠以類似Windows和Android的方式處理裝置上的檔案）、Nokia Maps的整合、新的「錢包」中心（將整合NFC付費功能、Groupon等折價券網站以及會員卡等）。VoIP應用程式將更完美地整合到作業系統的核心功能中。外觀上最重大的改變則是，微軟重新設計了首頁螢幕，使用者將能夠調整動態磚大小。Windows Phone 8將會包含更多瞄準企業市場的新功能，如裝置管理、BitLocker加密等。除此之外，使用者將能夠建立私人的市集以提供應用程式給自己的員工——這些企業功能被預期能夠達到甚或超越先前的Windows Mobile平台。Windows Phone 8將會支援OTA更新，且所有Windows Phone 8的裝置在其發行之後的至少18個月內都能夠獲得軟體支援及更新。
為了考量讓所有Windows Phone 8的新功能在每個裝置都能夠正常運作，現有的Windows Phone 7裝置將無法升級至Windows Phone 8。不過，微軟將會發行Windows Phone 7.8更新，它將反向移植部分的Windows Phone 8功能至原本的作業系統，包括新版的首頁設計。
合作發行廠商將包括華為、Nokia、HTC以及三星。其它Windows Phone的合作廠商包括富士通、Acer、ZTE以及聯想。2012年8月29日，三星發表了Samsung ATIV S，它是第一個被公開發表運行Windows Phone 8的行動裝置。

### Windows Phone 8.1
Windows Phone 8.1于2014年4月2日发布，並于2014年4月10日以预览版形式向开发人员发布。添加的新功能包括通知中心、对Internet Explorer 11 Web浏览器的支持、Windows 8.1设备之间的选项卡同步、单独的音量控制以及皮肤选项和在“开始”屏幕上添加第三列动态磁贴。从此版本开始，微软取消了所有Windows Phone原始设备制造商 (OEM) 都必须包含相机按钮以及返回、开始和搜索等实体按钮的要求。
Windows Phone 8.1引入了Cortana，一款类似于Siri和Google Now的语音助手。Cortana取代了之前的必应搜索功能，并于2014年上半年在美国以测试版形式发布，之后于2015年初扩展到其他国家。

## 功能

### 使用者介面
Windows Phone使用了一套稱為「Metro」的新使用者介面。其主畫面，亦稱為「開始畫面」，是由許多正方或長方圖形、稱為「動態磚」（Live Tiles）的元素所組成的。動態磚相當於可以連結至應用程式、功能以及其它獨立的元件（如連絡人、網頁或媒體項目）的按鈕。使用者可以自行增加、重新排列或刪除動態磚。即使在裝置鎖定的情況下，動態磚也能夠依據其所代表的內容隨時更新——例如，電子郵件的動態磚上面會顯示尚未閱讀的郵件有幾封；或者是氣象的動態磚也能夠顯示即時更新的天氣內容。目前動態磚只支援縱向的版面，無法在橫向模式中顯示。
有些Windows Phone的功能會被整合至「中心」（hubs）裡，它透過Windows Phone和許多知名社交網站（如Facebook、Windows Live和Twitter）的整合，提供了本機以及線上的內容統整。例如，「相片」中心會顯示出透過裝置拍下的相片以及使用者的Facebook相簿；「連絡人」中心則會顯示由各來源（包括Windows Live、Facebook和Gmail等）彙整的連絡人清單。從中心裡，使用者可以直接在社交網站的近況上留言，甚至按「讚」等。其它內建的中心還包括了「音樂+影片」（與Zune整合）、「遊戲」（與Xbox Live整合）、「市集」以及「Microsoft Office」等。
Windows Phone使用了多點觸控科技。預設的Windows Phone介面採用了能夠在OLED螢幕中延長電池使用壽命的黑色佈景主題，因為全黑的像素不需發出光線。使用者也能夠自行選擇白色的背景以及各種輔色主題，而使用者介面中的元件，如動態磚等，就會以使用者所選擇的輔色來呈現。第三方的應用程式也能夠自動套用使用者所選擇的佈景主題。

### 文字輸入
使用者可以透過螢幕上的虛擬鍵盤來輸入文字。在Windows Phone的輸入法中，有一個用來鍵入表情符號的鍵盤，使用者透過單一按鍵即可鍵入其內建的表情符號。除此之外，其輸入法亦支援拼字檢查和單字預測。在點選一下鍵入過的單字後，輸入法將會列出一些類似的單字，使用者可以透過這個方法來更改已鍵入的內容。在英文輸入法中，長按某些特定的鍵可以顯示出相似的非英文字母，如按住e鍵，將會出現e、ë、é、ê、è等選字。在橫向模式中，虛擬鍵盤中的按鍵較縱向模式中的稍大一些，且按鈕的間距也較寬。而Windows Phone的裝置也能透過硬體上的實體鍵盤輸入文字。
起初，Windows Phone因為沒有複製貼上的功能而飽受批評，不過微軟已經在Nodo（7.0.7390）更新中修正了此一問題。

### 訊息
Windows Phone透過「訊息」中心整合了發送以及接收訊息的功能。「訊息」中心內的每則訊息皆以「對話」（threads）的形式呈現，它讓使用者除了可以收發傳統文字簡訊之外，也能透過它來和Skype以及Facebook中的連絡人聊天。Windows Phone中的語音辨識系統能夠將語音轉換為文字，反之亦然，故使用者也可以藉由語音系統來读取簡訊。

### 網頁瀏覽器
Windows Phone 7.5中內建了一款排版引擎以Internet Explorer 9做為基礎的Internet Explorer Mobile。在Windows Phone 8中則加入Internet Explorer 10 Mobile，具有更多功能，包括對HTML5的加強支援。Windows Phone內建的Internet Explorer Mobile 9及10均不支援Flash以及Silverlight。
Windows Phone上的Internet Explorer讓使用者能夠建立一個屬於自己的「我的最愛」清單，並能夠將常用的網頁連結作為動態磚釘選在開始畫面中。該瀏覽器最多支援6個索引標籤，而每個索引標籤中的網頁都能夠個別平行載入。其它的功能包括了多點觸控手勢的支援、精簡的使用者介面、順暢的放大／縮小動畫、可儲存網頁中的圖片、透過電子郵件分享網頁以及網頁的內部搜尋（即搜尋網頁中的文字內容）。微軟宣布將會定期提供Windows Phone網頁瀏覽器及其排版引擎的更新，並會將此更新從Windows Phone的更新系統中獨立出來。
在一次展示中，微軟表示使用者將能夠透過網頁瀏覽器觀看YouTube上的影片。當使用者從行動版的YouTube網頁中點選一部影片時，Windows Phone將會透過一個獨立的應用程式開啟該影片，並自動將該影片整合至「音樂+影片」中心裡。

### 連絡人
Windows Phone透過「連絡人」中心來統整使用者在各來源中的通訊錄。使用者可以直接透過裝置手動建立連絡人或者是從Facebook、Windows Live Contacts、Twitter以及LinkedIn等來源匯入連絡人。「連絡人」中心內的「最新動向」以及「相片」兩個標籤中即會顯示來自社交網站中的新聞動態和圖片。其中的「我」標籤則會顯示出自己的社交網站狀態以及塗鴉牆，並讓使用者能夠透過它來更新自己的近況、或者在Bing Maps和Facebook中打卡。每個連絡人或群組都能被釘選至開始畫面，而被釘選的動態磚上則會顯示該連絡人的大頭貼圖片、社交網站近況等資訊。除此之外，使用者也能透過「連絡人」中心檢視連絡人的Facebook塗鴉牆以及其來自各網站的個人資訊（包括電子郵件、電話等）。
如果同一位連絡人在兩個（或多個）社交網站中都有建立檔案，使用者則能夠將兩個（或多個）連絡人的資料互相連結、整合，以方便透過單一連絡人便可瀏覽所有資料。Windows Phone 7.5讓使用者可將不同連絡人分類至「群組」中，每個群組最多可加入二十人。「群組」也都如同單一連絡人，可以直接從「連絡人」中心內存取，或是被釘選至開始畫面中。在Windows Phone 8中，使用者可直接在已連結的Windows Live Contacts中編輯群組，加入超過25人，惟超過人數限額後將不能直接從群組檢視組內各連絡人動向。

### 電子郵件
Windows Phone中的電子郵件收發程式內建了Gmail、Exchange、Outlook.com,Office 365以及Yahoo! Mail的支援，使用者也能夠透過POP3和IMAP協議的設定來使用其它的電子郵件服務，使用者可以選擇將多個信箱合而為一、或是分開檢視，而其中內建的帳號類型支援連絡人和行事曆的同步。另外，其程式也能夠以主旨、內容、寄件人以及收件人等字串來搜尋電子郵件。

### 多媒體
Windows Phone 7中的Zune是一個提供娛樂和（與電腦間）同步功能的內建應用程式。Windows Phone 8開始Xbox Music將取代ZuneWindows Phone的多媒體項目依類型被置於「音樂+影片」和「相片」兩個中心內，兩者的外觀和功能都和Zune HD相似。
使用者可以透過「音樂+影片」中心播放音樂、影片、播客（podcast），擁有Zune Pass的使用者也可以在其音樂市集（Zune Marketplace）中購買或租借音樂，並能檢視演出者的生平以及照片等資訊。這個中心亦支援「Smart DJ」服務，它能夠針對使用者聽音樂的習慣，自動挑選出合適的曲目。
「相片」中心則整合了使用者來自Facebook、Windows Live網路相簿以及裝置照相機內的相片，但不支持Picasa网络相册。使用者亦能直接透過「相片」中心在相片中標記人名、將相片上傳至社交網站以及對網路上的相片發表留言或評論。另外，它也支援藉由多點觸控的手勢來放大或縮小相片。

#### 媒體支援
其中支援的音效檔案格式包括了WAV、MP3、WMA、AMR、AAC／MP4／M4A／M4B以及3GP／3G2等；影片檔案格式則包括了WMV、AVI、MP4／M4V、3GP／3G2以及MOV等標準類型。那些支援的音效及影片檔案類型必須依賴其本身的編碼器播放。之前亦有報導指出AVI檔案中的DivX和Xvid編碼器亦能在系統中播放。異於之前Windows Mobile作業系統的是，目前並沒有任何用於播放其它影片格式的第三方應用程式。支援的圖片檔案格式則包括了JPG／JPEG、PNG、GIF、TIF以及BMP等類型。

### 遊戲
Windows Phone中的「遊戲」中心整合了Xbox LIVE的服務，並能夠將使用者的虛擬人偶以3D的方式呈現出來。透過「遊戲」中心，使用者能夠和自己的虛擬人偶互動、查詢遊戲成就和排行榜、傳送訊息給Xbox LIVE的朋友、以及檢視焦點（最新消息、遊戲發行）。亦有一些線上多人遊戲（回合制）被發行。而微軟曾經在Gamescom中公布了至少50款相容於Xbox LIVE的Windows Phone遊戲名稱。目前Windows Phone的Xbox LIVE並不支援實時的多人遊戲，但預計將會在未來提供此項功能。其Xbox LIVE之主要功能還包括了支援同時在Xbox 360主機和裝置上登入、在主機和裝置間收發訊息等。

### 搜尋
微軟的硬體需求規定所有搭載Windows Phone作業系統的裝置都必須在其表面上設計一個實體的搜尋按鈕，以便於執行Windows Phone中的搜尋功能。在應用程式執行時按下搜尋按鈕可以讓使用者在支援此項功能的程式中進行內部搜尋；例如，使用者在「連絡人」中心內按下搜尋鈕後，即可在其連絡人清單中以關鍵字來尋找特定的連絡人。不過此項功能在Windows Phone 7.5的更新時被取消了，此後實體的搜尋按鈕將僅留給Bing使用，故原本支援內部搜尋的應用程式（如「市集」等）中將會內建一個虛擬的搜尋按鈕。
在其它情況下，按下實體搜尋按鈕將會開啟Bing應用程式，使用者可以透過它搜尋網站、新聞以及地圖位置等資訊。
Windows Phone亦有內建的語音識別功能，其服務由Tellme提供。使用者可以透過它在Bing中進行語音搜尋、以語音指令撥打電話或開啟應用程式等。長按裝置的「開始」按鈕便能夠啟動此項功能。不過，這個功能目前在Windows Phone 7僅支援英文，在Windows Phone 8則開始支援中文。
鑑於Bing和Windows Phone作業系統的高度整合性，它被指定為Windows Phone裝置的預設搜尋引擎，同時也採用了其地圖服務以執行和地理位置有關的搜尋。然而，微軟亦聲明使用者也可以使用其它搜尋引擎的應用程式。
除了進行地理位置搜尋之外，Bing Maps也提供了路口轉彎提示導航（turn-by-turn navigation）功能，而「鄰近地點」搜尋則能夠顯示附近的興趣點（如旅遊景點、餐廳等）。
Bing的「音樂」搜尋功能可以讓裝置在聆聽一段音樂後辨識出其歌名、演出者等資訊；其「辨識」搜尋功能則可以讓使用者掃描條碼（支援QR條碼）、辨識文字、專輯或書本的封面等並執行線上搜尋。

### Office
在Windows Phone中，「Office」中心負責管理所有的Microsoft Office應用程式和文件檔案。Microsoft Office Mobile讓使用者可以在Windows Phone和個人電腦版本的Microsoft Office間互相操作。其中的應用程式包括了Word Mobile、Excel Mobile、PowerPoint Mobile、OneNote Mobile以及SharePoint Workspace Mobile等，它們支援多數的Microsoft Office檔案格式，並能夠直接在Windows Phone裝置上檢視或編輯，但絕大部分的功能無法使用。
使用者可以透過「Office」中心存取來自OneDrive、Office 365以及裝置上儲存的文件檔案。而每個檔案在中心裡是以動態磚的方式顯示：Word文件（藍色磚）、Excel試算表（綠色磚）、PowerPoint簡報（紅色磚）以及OneNote文件（紫色磚）。
目前Windows Phone 7.8內建Office Mobile為14.5版本，Windows Phone 8則為15.0版本，並且Windows Phone 8的OneNote由Office Mobile中直接獨立出來。

### 多任務處理
在Windows Phone 7中，多任務處理僅限於內建的應用程式。自Windows Phone 7.5版本開始，使用者在長按裝置上的「返回」鍵後即會開啟多任務切換程式，而最後五個開啟的應用程式之螢幕截圖會以卡片的形式出現在切換程式中。一般來說，切換視窗後原本的應用程式將會暫停運作，並且可以透過多任務處理來快速恢復工作。

### 同步
Zune的電腦端軟體負責管理Windows Phone裝置中的內容，包括了媒體、應用程式等，且Windows Phone能夠透過Zune軟體進行無線同步。Zune軟體除了可以管理裝置外，也能夠連線至其市集（Zune Marketplace）以購買或下載音樂、影片以及Windows Phone的應用程式。Zune軟體會將音樂、影片等媒體內容同時儲存在電腦和裝置上，所有的應用程式（無論是否透過Zune軟體下載的）都僅儲存在裝置上。使用者也可以透過Zune軟體為自己的Windows Phone裝置進行軟體升級。雖然Zune軟體並不支援Mac OS X作業系統，但微軟發布了「Windows Phone同步程式」以讓Mac OS X的使用者透過該軟體將Windows Phone裝置和iTunes、iPhoto等進行同步。
Zune軟體目前僅適用於Windows Phone 7。
Windows Phone 8取消Zune桌面客戶端，取而代之的是Windows Phone桌面同步應用，微軟表示未來Zune音樂以Xbox Music的形式很快在Windows 8、WP手機平台、Xbox上推出。微軟已發布了針對傳統桌面下的最新同步工具，名字也叫做：Windows Phone。條件：PC運行Windows 7，Windows 8作業系統，只支援Windows Phone 8設備。同時，Windows Phone 8直接採用檔案總管的同步模式，即支援WP8設備連接至PC時，就可直接將相應的文件拖至手機對應文件夾即可。

### 更新
微軟曾經指出，Windows Phone的使用者將可以如同其它Windows作業系統一般，透過Microsoft Update來取的Windows Phone的更新。微軟企圖讓使用者能夠直接從裝置更新，而不需要再透過OEM或是電信公司提供的更新管道。不過，在2012年1月6日，微軟修正了策略，並改由讓電信公司來決定是否發布更新。用來更新軟體的元件稱為「Windows Phone Update」，它同時存在於裝置上（次要更新，透過無線連接）以及Windows個人電腦端的Zune軟體中（重大更新，透過USB連接）。當有重大更新可以下載安裝時，裝置將會通知使用者將其連接至個人電腦。微軟指出，未來無論是次要或是重大的所有更新都將能直接透過無線方式下載取得。前Windows Phone部門總經理查理·金德爾（Charlie Kindel）指出，Windows Phone已經具有更新元件的基本架構且微軟已經「準備好了一套讓所有（Windows Phone的）使用者都能有效且可靠地獲得更新的系統」。
微軟計畫將定期提供次要更新，並每年提供一次重大更新。
所有第三方應用程式都能夠直接透過Windows Phone Store自動更新。

### 藍牙
Windows Phone支援以下藍牙規範：
1. 藍牙立體聲音訊傳輸規範（A2DP 1.2）
2. 音訊／視訊遙控規範（AVRCP 1.3）
3. 免手持規範（HFP 1.5）
4. 藍牙耳機規範（HSP 1.1）
5. 電話簿存取規範（PBAP 1.1）

Windows Phone 7.8以上版本已經支持透過藍牙分享檔案。

## 市集
註冊Windows Phone和Xbox Live的開發人員可以提交自己的第三方應用程序到平台上。所提交的申請進行審批過程的核查和驗證，看看是否有資格申請一套標準由微軟的標準化。
Windows Phone Store取代Marketplace，成爲新命名，而且微軟還對商店新增了一些改進。搜索功能已經得到了很大改進，現在開始由Bing提供搜索結果。Bing搜索引擎的算法，對用戶在搜索時的拼寫錯誤提供更高的容錯性，並且提供類似相關應用的搜索結果。
Windows Phone 8市集英文稱為Store，而Windows Phone 7.8市集仍舊稱為Marketplace。

## 系统架构
Windows Phone 7基于Windows Embedded CE 7.0內核，由硬件層、內核層、系統層和應用層四個部分組成。
注：新Windows Phone 8采用和Windows 8相同的基于Windows NT 6.2內核。

### CLR公共語言Runtime
Windows Phone使用.NET CLR來應用程序，CLR是Common Language Runtime的簡稱，和Java虛擬機一樣也是一個Runtime環境；Windows Phone 7所有第三方程序均要經過CLR來運行。與Windows Phone 7不同的是，微軟的Windows Phone 8採用與Windows 8相同的NT內核，可不經CLR直接運行原生碼桯式；換上新內核的Windows Phone 8開始向所有開發者開放原生代碼（C和C++），應用的性能將得到大幅提升。因此Windows Phone 8幾乎兼容所有Windows Phone 7.X的應用程序，但Windows Phone 7.X無法運行為Windows Phone 8開發的所有原生程序。

### 软體结构体系
Windows Phone 7中的軟體層，即軟體結構體系，主要由兩個部分組成，它們分別是Screen部分和Cloud部分。而Screen部分和Cloud部分則又分別由不同的部分組成，Screen部分由“Tool and Support”和“Runtimes”組成，Cloud則由“Developer Portal Services”和“Cloud Service”組成。Screen部分可以理解爲本地，Cloud部分可以理解爲雲端，它們都是Windows Phone 7軟體體系中不可缺少的部分。
Screen部份中的「Tool and Support」是开发应用所必需的开发工具和技术支持，“Runtimes”则是开发应用的Framework，提供所需要的API和功能。Windows Phone 7提供了两种框架，分别是Silverlight Framework与XNA Framework。
Silverlight Framework是以XAML文件爲基礎的應用程序設計框架，用來開發基本應用、網絡應用、多媒體應用和控件。
XNA Framework则是用来开发基础的游戏设计框架，用来开发2D游戏、3D游戏和游戏控件。
Silverlight Framework和XNA Framework都是在.NET平台上的应用程序开发架构，能够有效率地协助开发人员开发应用程序，而且开发人员只要稍微修改现有的Silverlight应用程序或XNA应用程序，就可以将Silverlight应用程式或XNA应用程式移植到Windows Phone 7上执行。
Cloud部分中的「Developer Portal Services」是開發者開發應用程序所必需的注冊帳號、認證、發布、更新管理以及Market Place的付費管理，由于Windows Phone 7開發必須擁有註冊的帳號才能進行真機測試，否則只能在模擬器上進行測試。「Cloud Service」則是雲端服務所需要的伺服器API。

### 編程語言
微软当前只允许开发者使用C#和Visual Basic来进行Windows Phone 7的应用开发。此外，在Windows Phone 7应用程序的开发中不允許使用Native Code，也不允许使用C/C++语言（Windows Phone 8已经向开发者开放了C/C++），每个程序安装包（.xap）的大小最大只允许400MB，同时微軟也对应用程序占用的RAM大小也做出了相应的限制。

### 開發限制
微軟爲了規範Windows Phone的用戶體驗，對開發者開發應用進行了嚴格的約束，開發者必須嚴格遵循這些開發約束和條款來進行應用開發。例如，開發者不能開發涉及到手機攝像頭的應用程序；開發者不能對應用程序的界面進行私自的定制；涉及到系統類的應用必須使用系統提供的界面來運行。

## 机型
截至2017年4月，微软已经停止支援全部Windows Phone设备。Windows 10 Mobile设备中，仅有13款手机继续受到支援。参见
- Windows Phone 7裝置列表
- Windows Phone 8裝置列表
- Windows 10 Mobile设备列表

## 硬體
微软对采用Windows Phone 8的设备列出了一系列硬體要求。这些要求包括：
| Windows Phone 8设备最低硬體要求                                                                                           |
| --- |
| CPU支援双核高通Snapdragon S4 Plus处理器，支援高通：MSM8960双核处理器等                                                    |
| GPU要求拥有渲染DirectX 10的GPU、仅支援高通adreno225显示芯片；DirectX顯示硬體支援，包括透过可编程GPU对Direct3D进行硬體加速 |
| 512MB RAM（WVGA解析度设备）；1GB RAM（720p及WXGA解析度设备）                                                              |
| 4GB快閃儲存 |
| GPS及A-GNSS |
| micro-USB 2.0 |
| 3.5毫米立体声耳机接口，支持三键控制                                                                                       |
| 后置AF镜头，包括LED或氙气闪光灯                                                                                           |
| 加速度、亲近度及环境光传感器，振动马达                                                                                    |
| 802.11b/g无线网络及蓝牙                                                                                                   |
| 多点觸控螢幕，最少同时支持四点                                                                                            |

## 版本結束
Windows Phone的開發止於Windows 10，微软事先承诺Windows 10会整合所有裝置，以往使用Windows Phone 8.1的用戶均可升級至Windows 10 Mobile，但后来微软宣佈只限部份型號手機才獲得官方正式升級。但将Windows phone8手机解锁后进入“大容量模式（USB Mass Storage Mode）”通过注册表更改机型也可以使不受微软官方支持的机型升级至Windows 10 Mobile。